# 管弄
管弄是中華人民共和國上海市普陀區的一個地名。管弄原本屬於江蘇省宝山县真如乡。管弄當地原本是管氏宗族集居地，地名也因此而來。清朝乾隆十二年（1747年）管惠斋在當地建造了管氏宗祠。後來管弄當地出現了管弄新村，它位於岚皋路东、光新路西、京沪铁路南、华池路北。管弄新村大概於1985年落成。